# Stopień Wodny Stabłowice
Stopień Wodny Stabłowice (Elektrownia Wodna Stabłowice, Jaz Elektrowni Wodnej Stabłowice) – stopień wodny położony we Wrocławiu, w rejonie osiedla Stabłowice, na rzece Bystrzyca. Stopień obejmował elektrownię wodną i jaz przy elektrowni wraz z upustem płuczącym położone na bocznym ramieniu rzeki. Elektrownia ze względu na niewielki spad i przepływ, a co za tym idzie niewielką moc, należała do kategorii małych elektrowni wodnych. Była to elektrownia przepływowa. Wybudowana została w 1924 roku. Projektantami elektrowni byli bracia Huber. Po wojnie uruchomienie elektrowni nastąpiło w latach 1947–1948. Wyłączona została z eksploatacji pod koniec lat 70. XX wieku, a do początku lat 80 zdemontowano urządzenia hydrotechniczne; budynek pozostał i pełni funkcje mieszkalną. Przyczyną likwidacji elektrowni, oprócz jej wyeksploatowania i co za tym idzie złego stanu technicznego urządzeń oraz braku rentowności, było również zmniejszenie przepływu i niedostateczne zasilanie w wodę elektrowni spowodowane budową Zbiornika Mietków.
Elektrownia wyposażona była w dwie turbiny Francisa firmy Briegleb Hansen o mocach odpowiednio: 58 kW i 55 kW, łącznie moc instalowana 113 kW. Spad przy normalnym poziomie piętrzenia wynosił 1,39 m. W elektrowni zastosowano generator synchroniczny firmy SIEMENS – przeniesienie napędu następowało za pośrednictwem przekładni zębatych. 